# Bataille de Momotsugi
La bataille de Momotsugi se déroule le 9 octobre 1539 lorsqu'une armée du clan Iriki-in (loyal à Shimazu Takahisa) prend d'assaut le château d'Iwaya, allié avec leur rival Shimazu Sanehisa.
Sanehisa est le seigneur du château d'Izumi dans la province de Satsuma. Il est membre d'une branche familiale des Shimazu. En 1526 il se rebelle contre Shimazu Katsuhisa et parvient à l'expulser de la province de Bungo. Sanehisa tente de s'imposer comme puissance indépendante. L'allégeance au clan étant divisée, Iriki-in Shigetomo reste fidèle à Katsuhisa et à son successeur Takahisa.
Le château d'Iwaya est accordé aux Iriki-in en 1536, ce qui amène Shigetomo à s'en emparer en premier puisqu'il est détenu par les forces de Sanehisa. Shigetomo prend le château en un seul raid nocturne. Cette action vaut à Shigetomo les félicitations de son seigneur Shimazu Takahisa.

## Source de la traduction
- (en) Cet article est partiellement ou en totalité issu de l’article de Wikipédia en anglais intitulé « Battle of Momotsugi » (voir la liste des auteurs).